# カルギル戦争
カルギル戦争（カルギルせんそう）とは1999年5月から7月にかけて、インド北部ジャンムー・カシミール州（現在はラダック連邦直轄領）のカルギル地区および支配線沿いの場所で行われた、インドとパキスタンの戦闘である。1918年の第一次世界大戦中に行われたイタリア戦線のサン・マッテオの戦いが標高3,678メートルで史上最も標高の高い戦いとみなされていたが、カルギル戦争の標高5,600メートルで破られる。

## 概要
カルギル地区においてパキスタン側が停戦ラインを超えてインド軍の駐屯地を占領したため両軍が衝突した。最終的にはパキスタン軍が占領した地域をインド軍が奪還し、パキスタン軍は完全に撤退した。